# Candelaria de San José
Pour les articles homonymes, voir Candelaria.
Candelaria de San José, dans le monde Susana Paz-Castillo Ramírez, née à Altagracia d'Orituco en 1863 et morte en 1940 à Cumaná, est une religieuse carmélite vénézuélienne fondatrice des carmélites vénézuélienne. Orpheline de père à sept ans, elle perd sa mère à 24 ans et prend alors en charge le foyer familial.
Désireuse de se mettre au service des pauvres, en 1900, elle commence à soigner des blessés et malades dans une maison abandonnée. En 1903, lors de la fondation du premier hôpital de la ville, elle se met au service des médecins et dirige l'hôpital. 
Des jeunes filles viennent la rejoindre et une petite communauté religieuse se forme. Développant sa communauté de « Petites Sœurs », Susana fonde plusieurs autres hôpitaux dans le pays. Elle tente de faire reconnaître sa congrégation par l'Église catholique mais rencontre des difficultés. C'est en 1925, que sa « congrégation des Petites sœurs des pauvres d'Altagracia de Orituco » (aussi connue sous le nom des Carmélites vénézuéliennes) est finalement reconnue, intégrée dans l'Ordre du Carmel, et rattachée au Tiers-Ordre carmélite. Elle prend alors en religion le nom de Mère Candelaria de San José. Elle cède sa place de Supérieure générale en avril 1937 avant de décéder le 31 janvier 1940.
Elle est béatifiée le 27 avril 2008, à Caracas, et devient ainsi la seconde bienheureuse vénézuélienne après Mère Maria de San José. Aujourd'hui sa congrégation de carmélites compte près d'une centaine de maisons.
Elle est commémorée le 1er février selon le Martyrologe romain.

## Biographie

### Enfance
Susana  Paz-Castillo Ramírez est née le 11 août 1863 à Altagracia de Orituco, dans l'état de Guárico. Son père est un grand spécialiste en naturopathie très apprécié de ses voisins. Sa famille est célèbre car la grand-mère paternelle de Susana, Doña Candelaria Perez y Bolivar, était la cousine de Simón Bolívar. 
Susana est baptisée dans l'église de Notre-Dame d'Altagracia, par le curé de la paroisse Juan Pablo.  Le 23 novembre 1870 son père décède, Susana n'a que sept ans. À la suite de ce décès, sa famille s'appauvrit et perd progressivement tous ses biens. À l'école, la jeune fille apprend à lire, écrire, ainsi que la couture et la broderie.

### Au service des pauvres
La mère de Susana décède le 24 décembre 1887. Susana doit alors assumer les responsabilités domestiques du foyer, s'occupant de ses frères et sœurs, de neveux et même de filleuls qui vivent alors avec sa famille. 
À cette époque le pays est frappé de nombreux troubles : conflits, guerre, troubles civils. En 1900, un tremblement de terre frappe la région. Puis c'est la « Révolution de libération » qui entraîne des dévastations, la misère, d'innombrables personnes blessées et abandonnées. Susana s'installe dans une maison, semi-abandonnée, attaché à l'église paroissiale pour soigner les blessés. Elle s'occupe personnellement d'eux, de leurs blessures, et parfois les prépare à mourir.
En 1903, deux médecins d'Altagracia décident de fonder l'Hôpital "San Antonio". Le prêtre de la paroisse, le père Sixto Sosa (qui sera plus tard nommé évêque de Cumaná), encourage Susana à aller les aider dans leur tache. Rapidement, trois autres jeunes femmes viennent la rejoindre. Un peu plus tard deux autres s'ajoutent au groupe. Une petite communauté de femmes, qui vivent et travaillent ensemble, voit le jour. Elles se consacrent à soigner les malades comme expression de leur désir de servir le Christ. Le père Sosa leur enseigne les rudiments de la vie religieuse,. Elles travaillent alors avec presque rien, et font face à de nombreux problèmes sans jamais se plaindre. Les habitants les nomment : « Les Petites Sœurs ».
Leur devise est « Dieu est Amour ». Chaque jour, deux d'entre elles partent pour quêter ce dont elles ont besoin. On rapporte que lorsqu'une infirmière disait à Susana qu'il n'y avait ni pain, ni médicament, celle-ci allait tout simplement prendre un panier puis sortait quêter. Elle revenait un peu plus tard avec ce qui était nécessaire.

### La fondatrice
Le 13 septembre 1906, elle reçoit de l'évêque du diocèse la permission de porter l'habit de religieuse, et leur congrégation se fait connaitre sous le nom des « Sœurs des Pauvres ». Susana prend alors le nom en religion de Candelaria de San José.
Le 31 décembre 1910, la congrégation des Sœurs des Pauvres de Altagracia de Orituco est officiellement créée. Mgr Philippe Neri Sendrea, confirme Mère Candelaria comme étant la Supérieure générale de la Congrégation. Malgré l'aide de leur évêque, leur congrégation n'est pas encore reconnue officiellement par l'Église.
En 1916, Mère Candelaria de St Joseph commence une longue campagne de financement (de 18 mois) pour aider ses œuvres. Elle fonde deux hôpitaux : l'un à Porlamar, connu comme « l'Hospice pour les abandonnés », et l'autre à Upata. Dans ses fondations, Mère Candelaria soigne avec attention les blessés de la guerre ainsi que les malades les plus pauvres, montrant une grande confiance dans la Divine Providence, et « un amour intense pour les plus nécessiteux ».

### L’entrée au Carmel
En 1922, les Pères Carmes installent un couvent à Porlamar. Mère Candelaria espère pouvoir, à cette occasion, affilier sa communauté à leur ordre, mais rien ne se réalise suivant ses souhaits.
Le 1er janvier 1925, Mère Candelaria fait une demande officielle à la curie générale du Carmel (de la branche des carmes déchaux) pour demander son d'affiliation. Le 25 mars l'agrégation de leur communauté à l'Ordre est décrétée. Depuis lors, les Sœurs sont connues comme les Sœurs du Tiers-Ordre carmélite. Aujourd'hui, elles sont également connues sous le nom des « Carmélites vénézuéliennes »,.
En 1927, Mère Candelaria fait ses vœux perpétuels, puis elle reçoit la profession des vœux temporels des autres sœurs.
Le tremblement de terre de 1929 à Cumaná amène le retour de  Mère Candelaria, accompagnée de deux autres sœurs, dans cette ville pour y prendre en charge l'hôpital. Quand l'épidémie de variole éclate, c'est elle qui s'occupe personnellement de la zone des personnes mises en isolement.
Le 11 avril 1937, se déroule le premier Chapitre général de la congrégation. Mère Teresa Luisa Morao est élue Supérieure générale, et Mère Candelaria lui cède la place, montrant un exemple de déférence et d'humilité en venant, à genoux, lui baiser le scapulaire. Mère Candelaria continue à travailler dans la Congrégation comme maître des novices.
En juin 1938 Mère Candelaria tombe gravement malade. Alors qu'une guérison semble se profiler, sa santé décline à nouveau. Elle reste dans le couvent avec ses sœurs Carmélites, et décède à l'aube du 31 janvier 1940, âgée de 76 ans. Trop pauvre pour se payer une tombe, c'est un ami qui lui prêtera le lieu de sa sépulture.

### Béatification

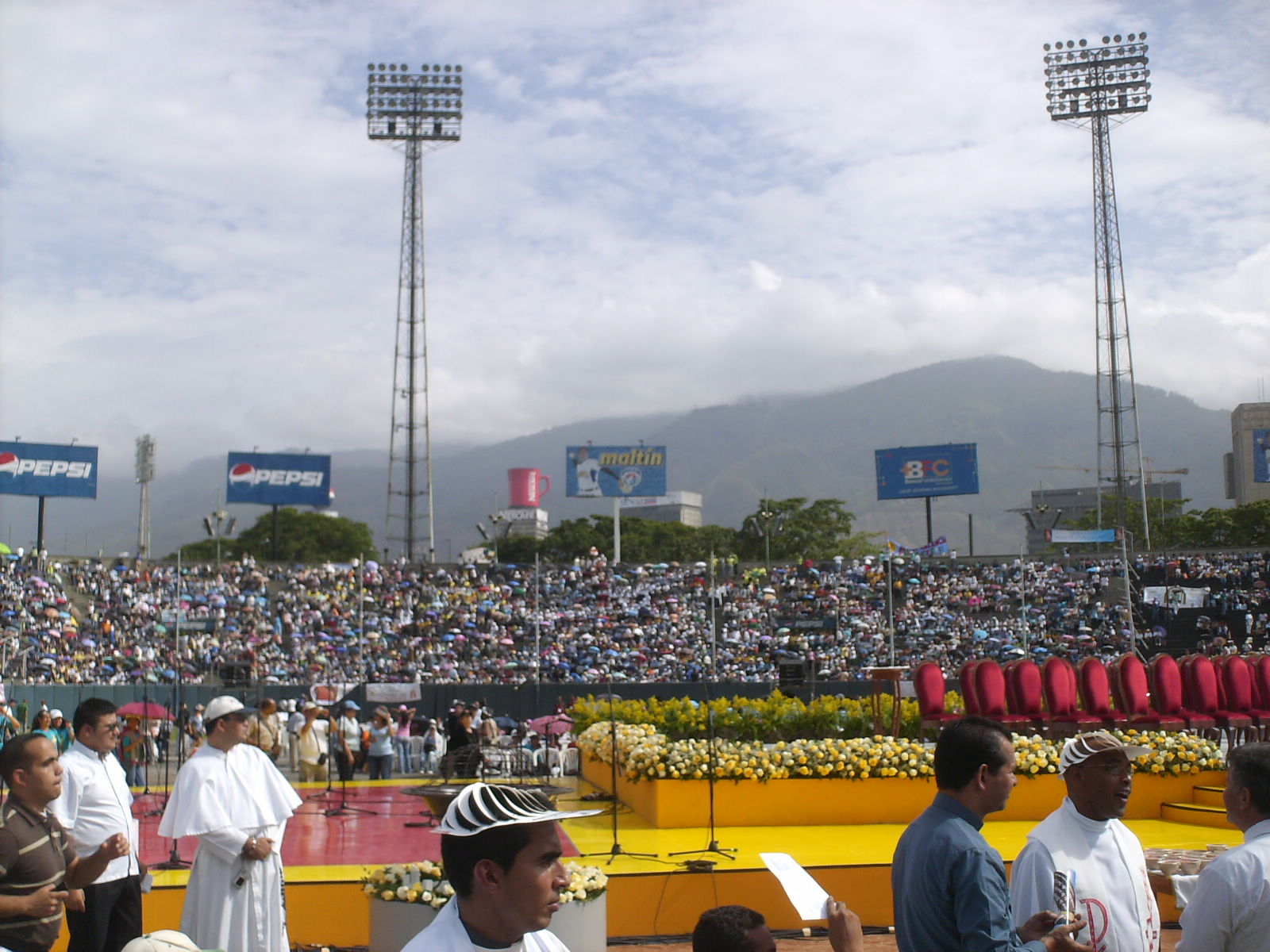
Cérémonie de béatification de Mère Candelaria de San José dans le stade de l'université de Caracas.

Le 1er octobre 1974 sa cause de béatification est introduite à la Congrégation pour les causes des saints. Le 19 avril 2004, le pape Jean-Paul II signe le décret reconnaissant les vertus héroïques de la religieuse qui est alors déclarée vénérable.
Mère Candelaria de San José est béatifiée solennellement le 27 avril 2008, à Caracas. La cérémonie de béatification se déroule dans deux stades en simultané (dont le stade de l'université de Caracas). Entre 50 000 et 60 000 fidèles suivent l'événement (dans les deux stades ainsi que d'autres lieux et villes en simultané, y compris depuis les pays voisins). Ce fut la première cérémonie de béatification qui s'est déroulée au Venezuela. La cérémonie était présidée par le Cardinal José Saraiva Martins, préfet de la Congrégation pour les causes des saints.
Sa mémoire liturgique est célébrée dans l'Église catholique le 1er février.

## La congrégation aujourd'hui
Aujourd'hui, la Congrégation se compose de 93 maisons religieuses au Venezuela et une maison à Porto Rico.

## Source
- (es) Cet article est partiellement ou en totalité issu de l’article de Wikipédia en espagnol intitulé « Candelaria de San José » (voir la liste des auteurs).